# Ella Dyberg
Ella Christina Dyberg (senare Heiberg), född den 3 november 1890 (enligt vissa källor 1887) i Uppsala, död den 9 mars 1965 i Köpenhamn, var en svensk vissångerska (sopran) och kompositör, till stor del verksam i Danmark. Hon var dotter till Jonas Dyberg (död 1905) och Louise Forslund.
Dyberg, som betraktades som något av ett musikaliskt underbarn, studerade i ungdomen såväl pianospel som sång, musikhistoria och kontrapunkt. Efter studier vid Kungliga Musikaliska Akademien i Stockholm begav Dyberg sig till Köpenhamn där hon 1913 debuterade med en konsert i Marmorhaven på hotell Palace, varvid hon bland annat framförde sånger av Bellman och Fröding. Efter att ha hörts av krögaren och nöjesentreprenören Lorry Feilberg städslades hon till dennes litterära kabaret på Drachmann-kroen och blev scenartist på heltid (hon hade annars tidigare planerat att bege sig till Paris för fortsatta musikstudier). 
Sommaren 1917 kom Dyberg att uppträda på Tivoli tillsammans med sin landsman Ernst Rolf. Han övertalade henne att återvända till Sverige som primadonna i hans nya kabaret på Fenixpalatset i Stockholm. Här lanserade Dyberg kupletter som Våra herrar, Hjärtan som mötas och Varje liten stund samt framträdde även som pianist. Hon medföljde även Fenixcabareten då den gav sig ut på lansortsturné sommaren 1918 och gästspelade två år senare periodvis i Rolfs första revyturné liksom senare (1924) i revyn Lyckolandet på Oscarsteatern.
I huvudsak skulle Ella Dybergs fortsatta karriär dock äga rum i Danmark där hon 1919 gifte sig med Erik Heiberg (1888-1964; äktenskapet upplöst 1945). Här medverkade hon bland annat i Frede Skaarups påkostade Scalarevyer 1922, 1923 och 1925 och turnerade även i den danska landsorten på 1930-talet. 1948-1950 hade hon en egen kabaret i Köpenhamn kallad Blue Star.
Inte minst började dock Ella Heiberg efter återkomsten till Danmark allt mera verka som kompositör och textförfattare (hon hade dock skrivit egna kompositioner redan under studieåren i Stockholm). Till hennes framgångsrikare och mest hågkomna egna sånger hör Valse viennoise (1928),  Københavnervals (1929). Anemoner i November (1944; med text av Susanne Palsbo), och Naar Kastanjen staar i Blomst paa Raadhuspladsen (1948). Hon komponerade också en del instrumentala stycken av ren konsertkaraktär.
Ella Dyberg skivdebuterade redan 1915 i Köpenhamn med två sånger på svenska (Nu tänker jag på dig - även känd som Tess lördan - och Tio små negerpojkar), men tycks därefter ha gjort mycket få ytterligare skivinspelningar; de enda sådana som återfinns i SLBA:s databas är två melodier ur filmen Milly, Maria och jag från 1938 tillsammans med Teddy Petersens orkester.
Dansk Kvindebiografisk Leksikon skriver om Dyberg-Heiberg att hon var en "ögonblickets konstnär" med en "särskild makt över publiken" samt att hon "höjde den danska kabareten från simpel underhållning till en särskild konstart".